# Bixa orellana
Bixa orellana je vrsta grma ali drevesa iz tropskih predelov Srednje in Južne Amerike, poznana zaradi barvila anato (annatto), ki se pridobiva iz njegovih semen.
Nekateri znanstveniki vrsto delijo v podvrste. Rastlina uspeva tudi v botaničnih vrtovih in nasadih izven svojega prvotnega območja. Bixa orellana je do 6 metrov visoki grm ali redkeje do 10 metrov visoko drevo. Mladi poganjki so rdečkasto-sive barve. Mali srčasti listi so razporejeni premenjalno. 
Petštevni cvetovi so rožnate ali redkeje bele barve. So premera do petih centimetrov in imajo mnogo prašnikov. Plodovi so do 4 cm dolgi, rdeči, jajčasti in prekriti z mehkimi vlakni. V njih je do 50 semen. Iz mesnatih semen, ki so živo rdeče barve, se pridobiva barvilo anato, ki se pod oznako aditiva E-160b uporablja kot živilsko barvilo. 
Indijanci iz tropskih predelov Amerike so od nekdaj barvilo koristili za barvanje kože, kot repelent proti žuželkam in tudi v druge namene. Med svojo odpravo je španski konkvistador Francisco de Orellana odkril reko Amazonko. Kasneje so rastlino poimenovali po njem.

## Galerija
- cvet
- cvetovi, plodovi in listi
- odprti plodovi s semeni
- plodovi rastline, rastoče v Indiji